# 차드 프리미어리그
차드 프리미어리그(프랑스어: Ligue Nationale de Football : Ligue Nationale de Football, LINAFOOT)는 차드의 최상위 남자 축구 리그이다. 12개 클럽이 경쟁하며 플레이오프 방식으로 진행된다.
전국 축구 대회 형식으로 진행되며 가젤 FC가 우승한 제1회 LINAFOOT 대회(2015년)와 달리 지난 4번의 대회는 플레이오프 방식으로 구성되었다.
1988년 차드 프리미어 리그가 출범한 이후 총 르네상스 (7), 일렉트 스포츠 (7), 투르비옹 (5), 가젤 (4), 풀라 에디피스 (3), AS 꼬통차드 (2) ), 포스텔 2000 (2), 르네상스 (아베체) (2), 이렇게 총 8개의 클럽이 우승을 차지했으며, 가장 최근 우승팀은 2022년에 우승한 '일렉트-스포츠'이다.